# Câmara posterior
A câmara posterior é um espaço ocular, pertencente ao segmento anterior do olho, que vai desde a periferia da íris até ao ligamento suspensor do cristalino e processos ciliares (componente dos corpos ciliares juntamente com os músculos ciliares). O humor aquoso, produzido pelos processos ciliares, flui da câmara posterior até à câmara anterior através da pupila. 